# Onolimbu You
Onolimbu You is een bestuurslaag in het regentschap Nias Barat van de provincie Noord-Sumatra, Indonesië. Onolimbu You telt 515 inwoners (volkstelling 2010).